# Uffe Elbæk

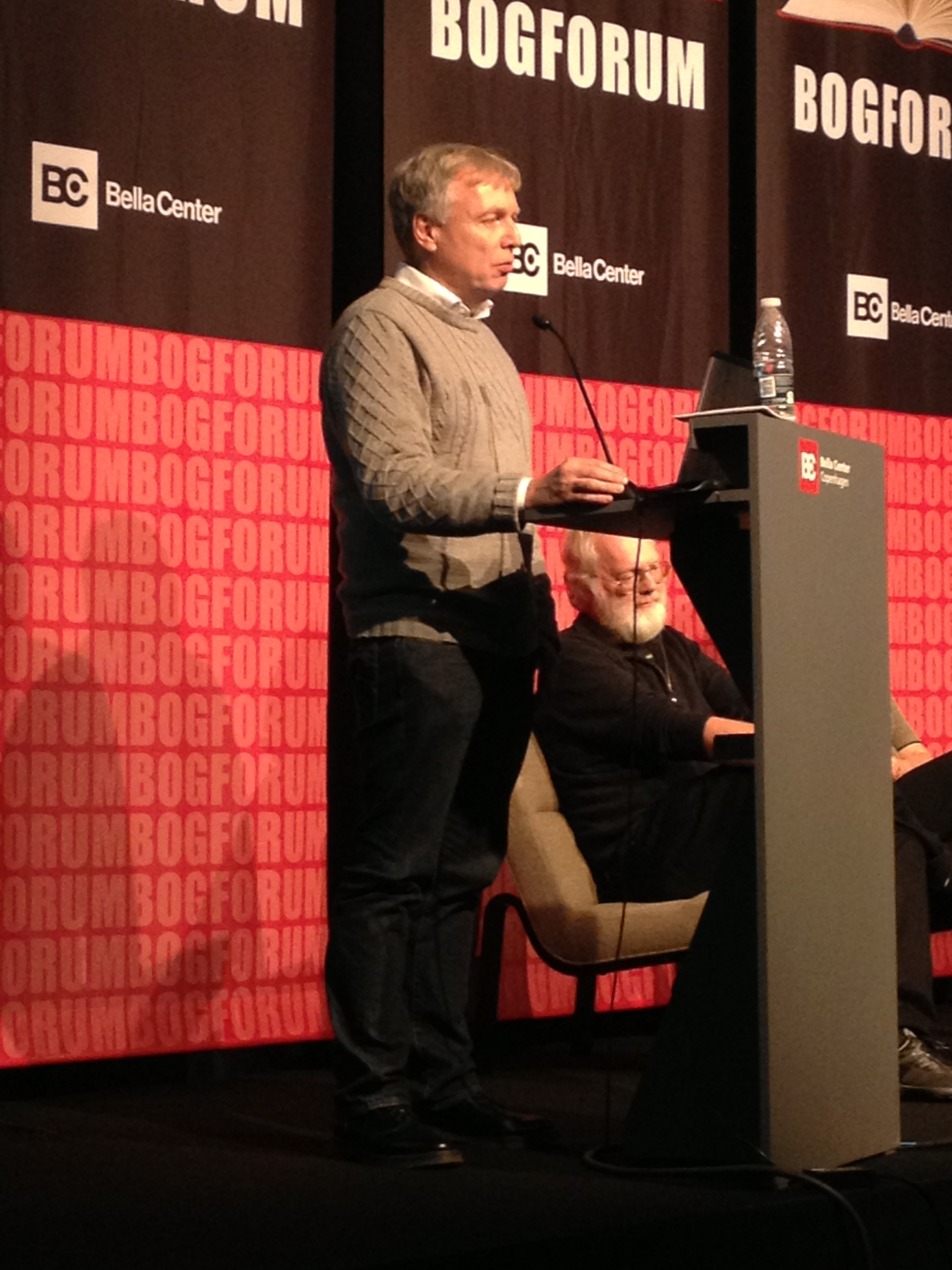
Uffe Elbæk beim Bogforum im Bella Center, 2012

Uffe Elbæk (* 15. Juni 1954 in Ry, Skanderborg Kommune) ist ein dänischer Politiker. Er war von 2001 bis 2013 Mitglied der liberalen Partei Det Radikale Venstre und gründete am 27. November 2013 die Partei Alternativet, aus der er 2020 austrat. Bei der Folketingswahl 2015 war Elbæk als ihr Spitzenkandidat angetreten. Er war von 2020 bis 2022 Mitglied der Frie Grønne und trat 2022 wieder der Alternativet bei.

## Leben
Elbæk gründete 1991 in Århus die Wirtschaftsschule Kaospiloterne (dt. „Chaospiloten“), die sich nach eigenen Worten einer „positiven sozialen Veränderung durch persönliche Weiterentwicklung“ verschrieben hat. 2007 zog er nach Kopenhagen, um die Outgames 2009 in Kopenhagen vorzubereiten. Am 3. Oktober 2011 wurde Elbæk in der Regierung Thorning-Schmidt dänischer Kulturminister. Am 6. Dezember 2012 musste er sein Amt aufgeben, nachdem sich Vorwürfe von Vetternwirtschaft gegen ihn nicht hatten ausräumen lassen. Am 17. September 2013 gab Elbæk bekannt, dass er seine Partei Radikale Venstre verlässt und zukünftig als Fraktionsloser dem dänischen Parlament Folketing angehören wird. Er stützte die Minderheitsregierung Thorning-Schmidt II.
Uffe Elbæk gab am 9. März  2020 gemeinsam mit drei weiteren Parlamentsabgeordneten seinen Austritt aus der Partei Alternativet bekannt, die er 2013 mitbegründet hatte. Zuvor wurde Josephine Fock zur neuen Parteivorsitzenden gewählt.
Uffe Elbæk ist mit dem Anthropologen Jens Pedersen verpartnert. Er lebt in Frederiksberg. Aus einer früheren Beziehung hat er einen Sohn.